# Ctesias serra
Ctesias serra là một loài bọ cánh cứng trong họ Dermestidae. Loài này được Fabricius miêu tả khoa học năm 1792.

## Hình ảnh

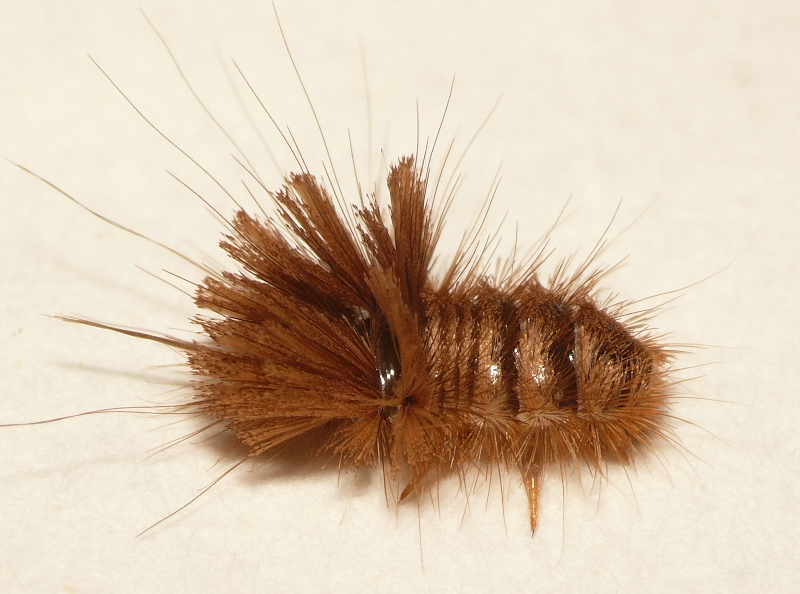
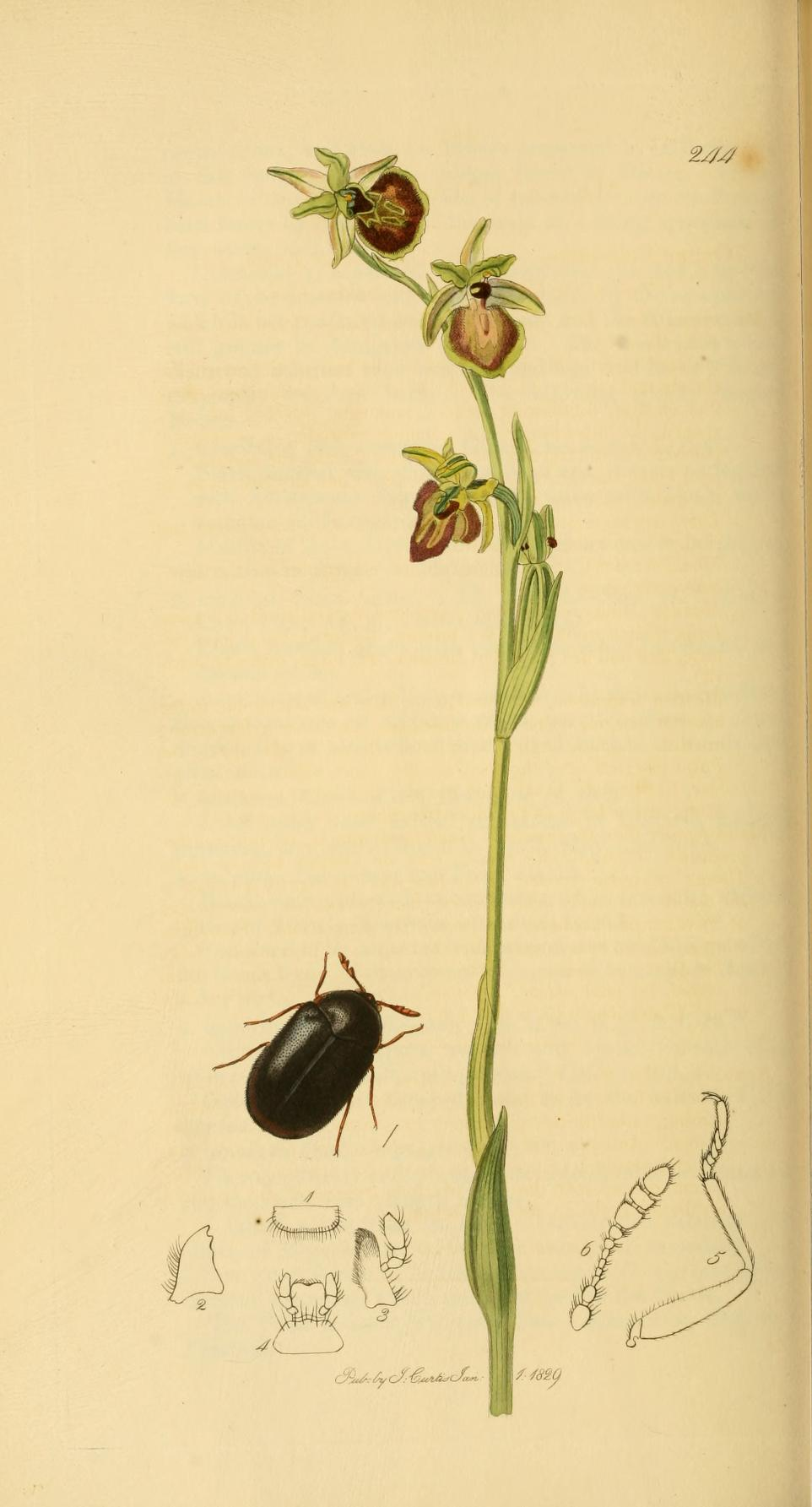
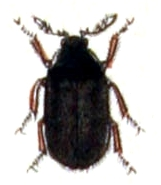
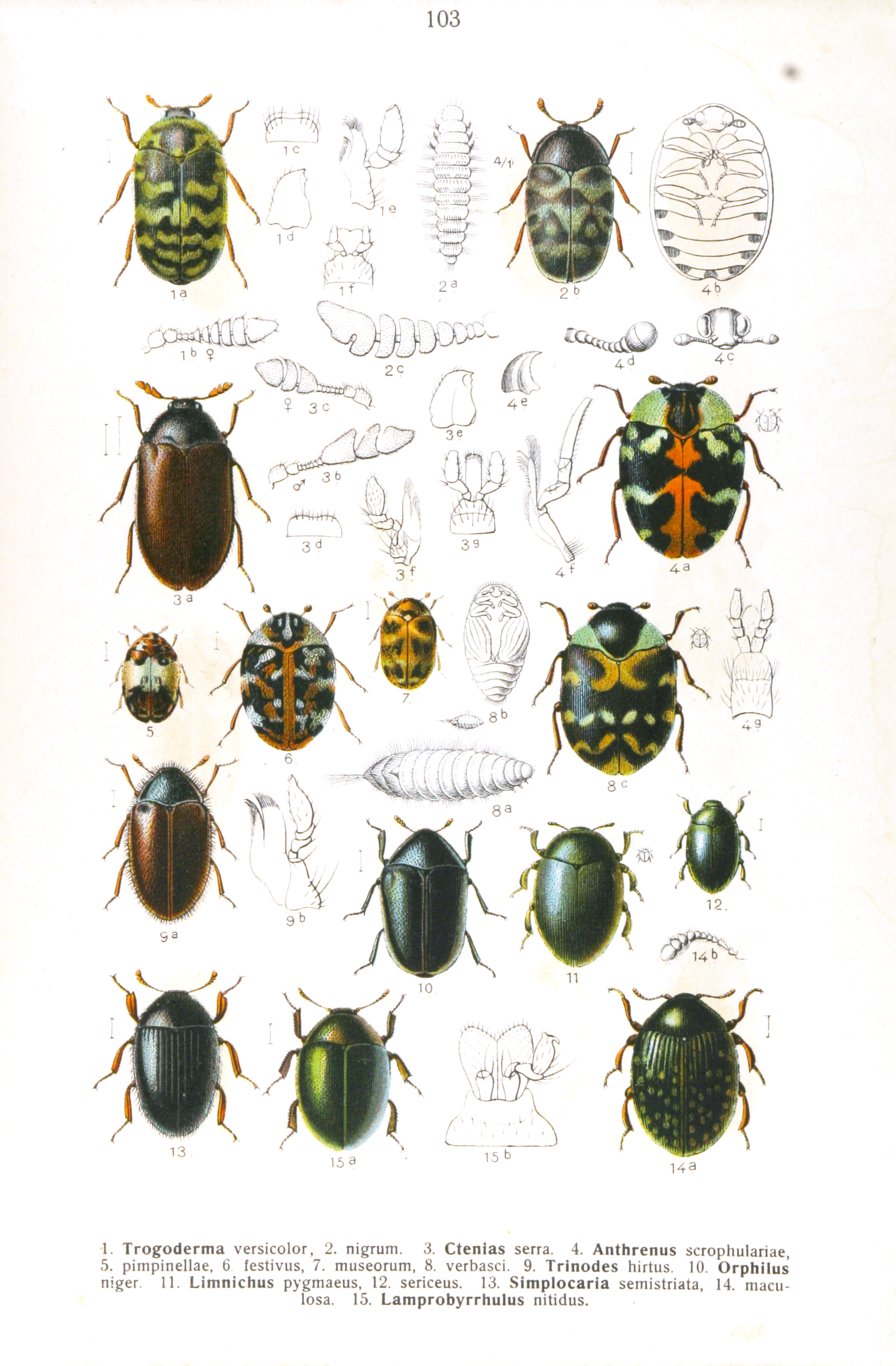